# Canada ved vinter-PL 2018
Canada deltog ved vinter-PL 2018 i Pyeongchang, Sydkorea i perioden 9.-18. marts 2018.
Canada sendte et hold på 55 atleter for at konkurrere i alle seks sportsgrene.

## Medaljer
| 2018 Pyeongchang | Guld | Sølv | Bronze | Total |
| Canada           | 8    | 4    | 16     | 28    |

### Medaljevindere
| Medalje           | Navn | Sport            | Event                                      | Dato      |
| ----------------- | --- | ---------------- | ------------------------------------------ | --------- |
| Guld              | Mac Marcoux Guide: Jack Leitch | Alpint skiløb    | Mændenes styrtløb, synshæmmet              | 10. marts |
| Guld              | Kurt Oatway | Alpint skiløb    | Mændenes Super-G, siddende                 | 11. marts |
| Guld              | Brian McKeever Guide: Graham Nishikawa | Langrend         | Mændenes 20 km fri, synshæmmet             | 12. marts |
| Guld              | Mollie Jepsen | Alpint skiløb    | Kvindernes superkombineret, stående.       | 13. marts |
| Guld              | Brian McKeever Guide: Russell Kennedy | Langrend         | Mændenes 1.5 km sprint klassik, synshæmmet | 14. marts |
| Guld              | Mark Arendz | Skiskydning      | Mændenes 15 km, stående]                   | 16. marts |
| Guld              | Brian McKeever Guide: Graham Nishikawa | Langrend         | Mændenes 10 km klassisk, synshæmmet        | 17. marts |
| Sølv              | Mark Arendz | Skiskydning      | Mændenes 7.5 km, stående                   | 10. marts |
| Sølv              | Mark Arendz Chris Klebl Natalie Wilkie Emily Young | Langrend         | 4 x 2.5 km mixed stafet                    | 18. marts |
| Sølv              | Mollie Jepsen | Alpint skiløb    | Kvindernes slalom, stående                 | 18. marts |
| Sølv              | Canadas landshold \| Rob Armstrong \| \| Tyrone Henry \| \| \| \| Stephen Arsenault \| \| Liam Hickey \| \| \| \| Bradley Bowden \| \| Dominic Larocque \| \| \| \| Billy Bridges \| \| Tyler McGregor \| \| \| \| Dominic Cozzolino \| \| Bryan Sholomicki \| \| \| \| Ben Delaney \| \| Corbyn Smith \| \| \| \| Adam Dixon \| \| Corbin Watson \| \| \| \| James Dunn \| \| Greg Westlake \| \| \| \| James Gemmell \| \| \| \| \| | Kælkhockey       | Blandet hold                               | 18. marts |
| Rob Armstrong     | | Tyrone Henry     |                                            |           |
| Stephen Arsenault | | Liam Hickey      |                                            |           |
| Bradley Bowden    | | Dominic Larocque |                                            |           |
| Billy Bridges     | | Tyler McGregor   |                                            |           |
| Dominic Cozzolino | | Bryan Sholomicki |                                            |           |
| Ben Delaney       | | Corbyn Smith     |                                            |           |
| Adam Dixon        | | Corbin Watson    |                                            |           |
| James Dunn        | | Greg Westlake    |                                            |           |
| James Gemmell     | |                  |                                            |           |